# Liste der Bischöfe von Agde
Die Liste der Bischöfe von Agde ist eine vollständige Übersicht über jene Personen, die Bischöfe von Agde (Frankreich) waren:
- Heiliger Venuste ca. 405
- Beticus ca. 450?
- Sophrone 506
- Leo 541
- Fronime ca. 569–ca. 585
- Tigride 589
- Georg 653
- Wilesinde 673
- Prime 683
- Just 788, 791
- Dagobert I. (Dagbert, Agbert) 848–872
- Boson 885–897
- Gerard I. 899–922
- Stephan I. 922
- Dagobert II. 937–948
- Bernhard I. 949
- Salomon I. 954–957
- Bernhard II. 958
- Ameil 971
- Salomon II. 972–976
- Armand (Arnaud) 982
- Stephan II. 990–1034
- Wilhelm I. 1043
- Gontier 1050–1064
- Bérenger 1068–1098
- Bernard Déodat 1098–1122
- Adelbert 1123–1129
- Raimond de Montredon 1130–1142 (danach Bischof von Arles)
- Ermengaud 1142–1149
- Bérenger II. 1149–1152
- Pons 1152–1153
- Adhémar 1153–1162
- Wilhelm II. 1165–1173
- Pierre Raimond 1173–1191 oder 1192
- Raimond de Montpellier 1192–1213 (Haus Montpellier)
- Pierre Poulverel (Pulverel) 1214
- Thédise 1215–1233
- Bertrand de Saint-Just 1233–1241
- Chrétien 1242
- Pierre Raimond de Fabre (Fabri) 1243–1270 oder 1271
- Pierre Bérenger de Montbrun 1271–1296
- Raimond du Puy 1296–1327 oder 1331
- Pierre de Bérail de Cessac 1342–1353 oder 1354
- Armand (Arnaud) Aubert 1354 (auch Bischof von Carcassonne) (Aubert (Familie))
- Sicard D’Ambres de Lautrec 1354–1371 (danach Bischof von Béziers)
- Hugues de Montruc 1371–1408
- Guy de Malesec 1409–1411 (Administrator)
- Philippe de Levis de Florensac 1411–1425 (danach Erzbischof von Auch) (Haus Lévis)
- Bérenger Guilhot 1425–1426 (1408–1425 Erzbischof von Auch)
- Jean Teste 1426–1435 oder 1436
- Renaud de Chartres 1436–1439 (auch Erzbischof von Reims)
- Guillaume Charrier 1439–1440
- Jean de Montmorin 1440–1448
- Étienne de Roupt de Cambrai 1448–1460 oder 1462
- Charles de Beaumont 1462–1470 oder 1476
- Jacques Minutoli 1476–1490
- Nicolas Fieschi 1490–1494 (danach Bischof von Fréjus)
- Jean de Vesc 1494–1525
- Jean-Antoine de Vesc 1525–1530 (danach Bischof von Valence)
- François Guillaume de Castelnau de Clermont-Lodève 1530–1540
- Claude de La Guiche 1541 oder 1540–1546 (danach Bischof von Mirepoix) (Haus La Guiche)
- Gilles Bohier 1546 oder 1547–1561
- Aimery de Saint-Sévérin 1561–1578
- Pierre de Conques
- Bernard du Puy 1578 oder ca. 1583–1601 oder 1611
- Louis-Emmanuel de Valois 1612–1622 (Haus Valois-Angoulême)
- Balthazar de Budos de Portes 1622–1629
- Fulcran de Barrès 1629–1643
- Jean Dolce 13. Juni 1643 bis 26. Juni 1643
- François Fouquet 1643–1656 (danach Erzbischof von Narbonne)
- Louis Fouquet 1656 oder 1657–1702
- Philibert-Charles de Pas de Feuquières 1702–1726
- Claude-Louis de La Châtre 1726–1740 (Haus La Châtre)
- Joseph-François de Cadenet de Charleval 1740–1759
- Charles-François de Saint-Simon Sandricourt 1759–1794